# Oxyroplata
Oxyroplata is een geslacht van kevers uit de familie bladkevers (Chrysomelidae).
De wetenschappelijke naam van het geslacht werd in 1940 gepubliceerd door Uhmann.

## Soorten
- Oxyroplata aequicostata Uhmann, 1948
- Oxyroplata bellicosa (Baly, 1885)
- Oxyroplata clienta (Weise, 1905)
- Oxyroplata soror (Weise, 1905)